# Hydroeciodes mendicosa
Hydroeciodes mendicosa är en fjärilsart som beskrevs av Dyar 1910. Hydroeciodes mendicosa ingår i släktet Hydroeciodes och familjen nattflyn. Inga underarter finns listade i Catalogue of Life.